# ヘンなABC
「ヘンなABC」（ヘンなエービーシー）は、日本の童謡。作詞・作曲：桜井順。1986年6月から7月まで、NHKの歌番組『みんなのうた』で放送された。「へんなABC」と表記されることもある。

## 概要
- 桜井順は、現代版アルファベットの遊び歌という意味を込めてこの曲を作った。
- アニメーションは、若井丈児が歌詞の内容をさらに分かりやすいよう楽しく表現している。
- アニメーションでは、アルファベットの最後のZと、作中の男の子が寝てしまうZzz（いびき）ともかけている。
- 映像は2011年にNHKエンタープライズより発売されたDVD「NHKみんなのうた　第9集」、音源は日本コロムビアから発売されたいくつかの『みんなのうた』関連のCDに収録されている。

## 歌詞
アルファベットをAからZまで順番に、その形などを面白く例えていくというもの。以下はその一覧である。
- A→三角から足が出た形だと表している。
- B→ひょうたんが半分になった形と表している。
- C→三日月の形と、ビタミンCにかけている。（ただしCの形は厳密には、北半球で見ると三日月ではなく二十七日月）
- D→人のお腹が出ている様子を表している。
- E→漢字の「山」を右に90度回転させた様子でEの字の形を表し、お山は気持ちがいいの「いい」にEの読みをかけている。
- F→入れ歯が外れた横顔の、口の部分を表している。
- G→タヌキの腹部の輪郭と、右下の方の手術で縫ってもらった跡でGを表している。
- H→棒高跳に使うハードルの形と、「飛べ飛べ天まで」という歌詞から高いの英語 (High) の頭文字を、それぞれHの形と読みにかけている。
- I→Iの一筋である形に「一筋の愛」をかけている。
- J→餌のない釣り針を表している。
- K→指輪（宝石）がきらきら光るの「きらきら」のローマ字表記の頭文字からとっている。
- L→3時を示している時計の針を表している。
- M→ちゃぶ台が少し引っ込んだ形を表している。
- N→登って降りて再度登る様子を表すグラフの図でNを表している。
- O→お金がない、すなわち0円の「0」と「O」の形をかけている。
- P→車のホテル、すなわち駐車場 (Parking) の頭文字にかけている。
- Q→丸い穴からしっぽが出たものと表している。
- R→穴から出たしっぽの持ち主はネズミであるにRの読みをかけ、さらに英語のネズミ (Rat) の頭文字の「R」にもかけている。
- S→算用数字の「8」の右上と左下の部分を取った様子を表している。
- T→郵便局の屋根がない、すなわち郵便局のマーク（〒）の上の横棒がないことを表している。
- U→故郷Uターン現象とI Love Youの「ユー」とをかけている。
- V→Uの字を尖らせたものと表している。
- W→Vの字のカップルがデートをしている様子を表している（映像ではVを足に見立てているため、背景の天地が逆転している）。
- X→Vの字のカップルが口づけをしている様子を表している。
- Y→ゴムのないパチンコを表している。
- Z→Yの字を崩してZの字に畳んで「おしまい」と締めくくっている。

## 再放送
現在でおよそ30年間に10回以上再放送された。1988年から1994年にかけては毎年再放送され、特に1989・1990年度においては2回再放送が行われている。
▲マークはラジオのみ
- 1988年2月 - 3月
- 1988年10月 - 11月
- 1989年4月 - 5月
- 1989年12月 - 1990年1月
- 1990年4 - 5月
- 1990年8月 - 9月
- 1991年4月 - 5月
- 1992年4月 - 5月▲
- 1993年10月 - 11月
- 1994年10月 - 11月▲
- 1998年2月 - 3月▲
- 2008年10月 - 11月
- 2015年8月8日・9月5日（リクエスト）
- 2017年10月 - 11月
- 2021年10月

## カバー
- 佐久間レイ、タンポポ児童合唱団（キングレコード版カバー。1988年発売『決定盤! NHKみんなのうたベスト40 スーパーツイン』、1998年発売『NHKみんなのうた 最新ベスト』などに収録）
- 岡崎裕美、森の木児童合唱団（アポロン音楽工業版カバー。1988年発売『NHKみんなのうたより 転校生は宇宙人』に収録）

## 関連商品
- ショウワノートより、本楽曲をモチーフとしたかるた『NHKテレビみんなのうたより「へんなABC」』（「へん」は平仮名表記）が発売された[1]。